# Itis (mitología)
Itis (en griego antiguo: Ἴτυς, Ìtüs) es un personaje de la mitología griega, hijo del rey tracio Tereo y de Procne.
Tereo se enamoró de Filomela y la sedujo diciéndole que Procne había muerto, y la retenía oculta en sus tierras. Tiempo después se casó con Filomela y le cortó la
lengua. Ella bordó signos en un vestido, que revelaban lo sucedido. Procne buscó a su hermana, mató a su hijo Itis, lo coció y se lo dio a comer a Tereo sin él saberlo. Después ambas  huyeron. Cuando Tereo se percató, las persiguió con un hacha. Al verse acorraladas rogaron a los dioses que las convirtiesen en pájaros. Procne fue transformada en ruiseñor, Filomela en golondrina, y también Tereo sufrió metamorfosis y se convirtió en abubilla.
Ovidio proporciona otra versión del mito: Tereo, persuadido por Procne viola a Filomela, la mantiene encerrada y le corta la lengua, pero no se casa con ella. Higino también ofrece otra versión: Tereo se presenta en Atenas y le miente al rey Pandión contándole que su hija Procne ha muerto. Le pide la mano de Filomela y Pandión accede. Se la entrega con una escolta. Tereo mata a los escoltas y viola a Filomela Ni Ovidio ni Higinio hablan de la participación de Filomela en la matanza de Itis.